# Fuoco fatuo (film 1919)
Fuoco fatuo (Irrlicht) è un film muto del 1919 prodotto e diretto da Erik Lund.

## Trama
Una ragazza si sposa con un pazzo. Alla morte del marito, lei è libera di unirsi all'uomo che ama.

## Produzione
Il film fu prodotto dalla Ring-Film GmbH (Berlin).

## Distribuzione
Con il visto di censura concesso nell'aprile 1919, il film fu distribuito nell'ottobre di quell'anno, presentato in prima a Berlino alla Neue Philharmonie. In Italia, distribuito dalla Vult in una versione di 1722 metri, ottenne il visto di censura 15057.